# Nikolaï Spiniov
Nikolaï Spiniov, né le 30 mai 1974 à Rostov-sur-le-Don, est un rameur russe.

## Biographie

### Palmarès

#### Aviron aux Jeux olympiques
- 2004 à Athènes,  Grèce
  -  Médaille d'or en quatre de couple[1]